# Jakob Piil
Jakob Storm Piil (ur. 9 marca 1973 w Virum) – duński kolarz torowy i szosowy. W zawodowym peletonie występuje od 1997 roku. Etapowy zwycięzca Tour de France, zwycięzca klasyka Paryż-Tours i Wyścigu Pokoju.

## Najważniejsze zwycięstwa
- 1999 – Tour of Sweden
- 2001 – Grand Prix d'Ouverture La Marseillaise, Wyścig Pokoju
- 2002 – Paryż-Tours, Post Danmark Rundt
- 2003 – etap w Tour de France, CSC Classic